# Salesópolis
Salesópolis is een gemeente in de Braziliaanse deelstaat São Paulo. De gemeente telt 16.041 inwoners (schatting 2009).

## Aangrenzende gemeenten
De gemeente grenst aan Bertioga, Biritiba Mirim, Caraguatatuba, Guararema, Paraibuna, Santa Branca en São Sebastião.
De bron van de rivier de Tietê ligt bij Salesópolis.